# Cladiella hirsuta
Cladiella hirsuta is een zachte koraalsoort uit de familie Alcyoniidae. De koraalsoort komt uit het geslacht Cladiella. Cladiella hirsuta werd in 1970 voor het eerst wetenschappelijk beschreven door Tixier-Durivault. 